# Lapin Agile

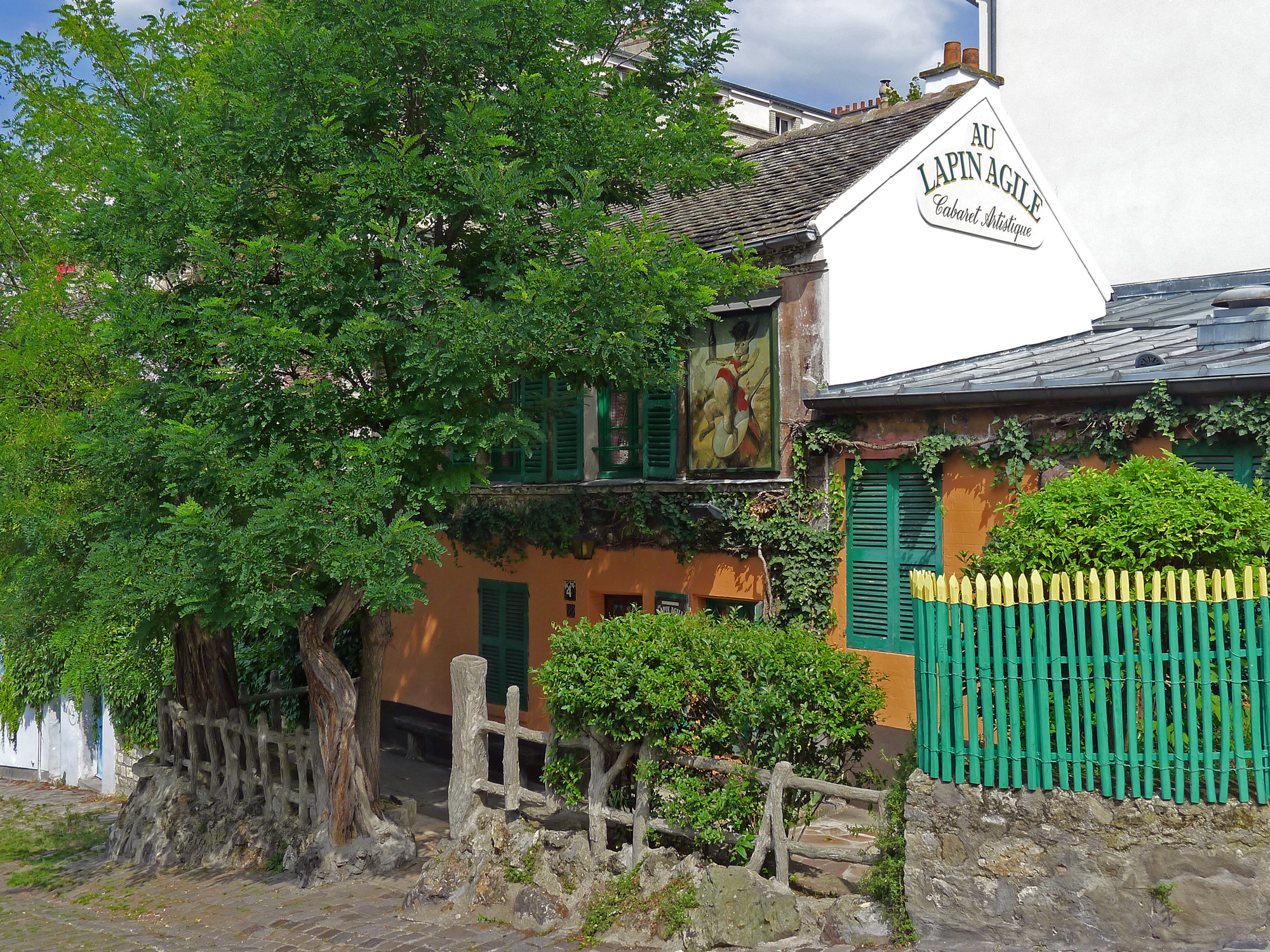
Au Lapin Agile, en Montmartre.

Au Lapin Agile es el cabaré más antiguo de París. El pequeño edificio, situado en la colina de Montmartre, en el número 22, de la calle Saules, en el distrito 18, fue salvado de la demolición por el artista parisino Aristide Bruant hacia 1900.
El cabaret, que empezó llamándose Cabaré de los Asesinos, debe su nombre a un juego de palabras entre Gill y lapin (en francés, conejo). En 1875, el propietario encargó al caricaturista André Gill un emblema para el local. Gill pintó en el muro exterior un conejo en el momento de escaparse de una cazuela y el cabaré empezó a ser conocido con el nombre de lapin à Gill (conejo de Gill), que pronto se convirtió en lapin agile (conejo ágil).
En su época de mayor esplendor, bajo la dirección del músico, pintor, poeta y animador Frédéric Gérard (conocido como Père Frédé y propietario del burro Lolo —que se haría famoso como el supuesto pintor Joachim-Raphaël Boronali—, de la cabra Blanchette, del mono Théodule, de un perro, de un cuervo y de ratones blancos), el cabaré era frecuentado por  Guillaume Apollinaire, Francis Carco, Roland Dorgelés, Charles Dullin, Maurice Utrillo, Max Jacob, Amedeo Modigliani y Pablo Picasso.
Todavía a principios del siglo XXI el cabaré sigue abierto, siendo frecuentado por un público muy cosmopolita.

## Discografía
- Au Lapin Agile. Le doyen des cabarets de Montmartre. Un siècle de veillées d'hier à aujourd'hui (En el Lapin Agile, el más antiguo de los cabarés de Montmartre. Un siglo de veladas de ayer a hoy). 4 CD. EMP, 2003.